# Jonathan Guzmán
Jonathan Guzmán (* 21. September 1986 in Boca Chica, Dominikanische Republik, als Yonatan Guzmán Pena) ist ein dominikanischer Boxer im Superbantamgewicht.
Im Juli 2016 kämpfte Guzmán gegen den japanischen, in der Rechtsauslage boxenden Shingo Wake um die vakante Weltmeisterschaft des Verbandes IBF und gewann in Runde 11 durch technischen K. o. Guzmán bestritt bisher insgesamt 22 Profikämpfe und konnte alle durch Knockout gewinnen.